# Methylenový můstek

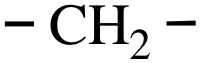
Methylenový můstek (methandiylová skupina)

Methylenový můstek nebo methandiylová skupina je funkční skupina se vzorcem -CH2-, tedy atom uhlíku navázaný na dva atomy vodíku a spojený s ostatními částmi molekuly dvojicí jednoduchých vazeb. Jedná se o základní strukturní jednotku nerozvětvených alkanů.
Methylenový můstek může také sloužit jako bidentátní ligand spojující dva atomy kovu v komplexu, například titan a hliník v Tebbeově činidle.
Methylenové můstky se často označují jako methylenové skupiny či zjednodušeně methylen. Když, například v cyklických sloučeninách, vytvářejí můstky, tak se v názvech sloučenin označují předponou methano-.
Označení methylen (nebo „methyliden“) by se ovšem mělo používat pro skupiny CH2 navázané na zbylé části molekul dvojnými vazbami (=CH2), a takové sloučeniny mají odlišné chemické vlastnosti oproti těm se skupinami -CH2-.

## Reakce
Sloučeniny obsahující methylenové můstky mezi dvěma skupinami silně odtahujícími elektrony, jako jsou nitro, karbonyl nebo nitrilové, se někdy nazývají methylenové sloučeniny.
Působením silných zásad na tyto sloučeniny se mohou tvořit enoláty nebo karboanionty, často využívané v organické syntéze; mimo jiné v Knoevenagelových kondenzacích a syntézách malonátových esterů.

## Příklady
Methylenové můstky obsahují například tyto sloučeniny:

Kyselina malonová
Acetylaceton
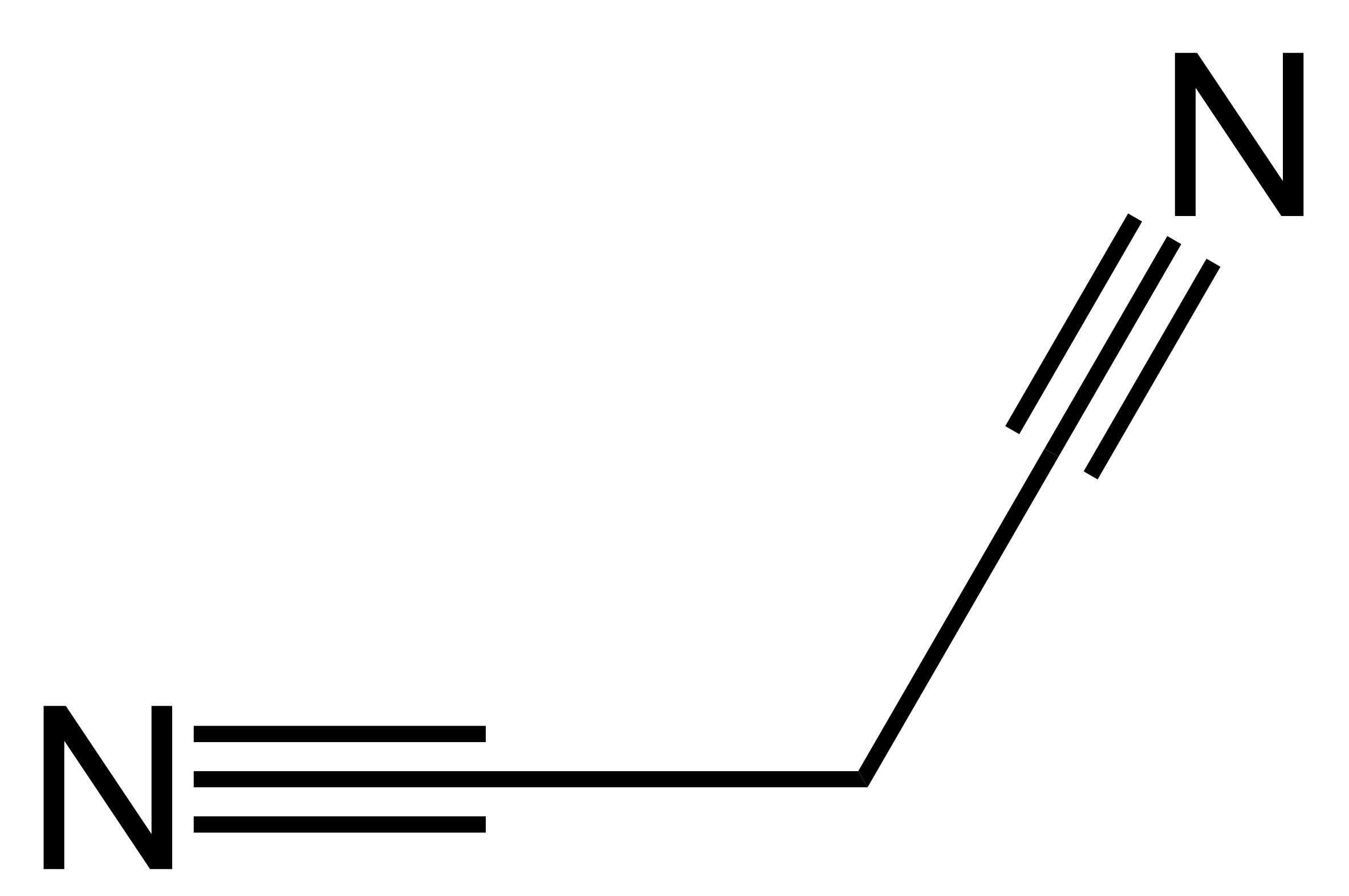
Malononitril